# Horsens (comuna)
Horsens ( PRONÚNCIA DINAMARQUESA) é um município da Dinamarca, pertencente à Região Central (Region Mittjylland).

Tem uma área de 519,4 km² e uma  população de 90 370 habitantes, segundo o censo de 2019.

Faz parte da Business Region Aarhus e da área metropolitana da Jutlândia Oriental, que tinha uma população total de 1,378 milhão em 2016.